# 메가밍크스

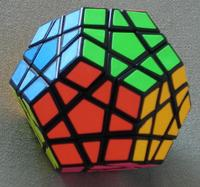
완성된 6색 매가밍크스

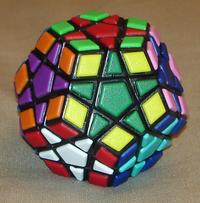
별모양 배열의 12색 메가밍크스

메가밍크스(영어: Megaminx)는 루빅스 큐브와 유사한 정십이면체 모양 퍼즐이다. 이것은 재배열 할 수 있는 조각이 총 50개가 있다.
3x3x3 큐브와 구조가 유사하여 3×3×3 큐브의 공식을 응용하여 맞출 수 있다. 2x2x2 큐브와 유사한 것은 킬로밍크스, 4x4x4는 마스터 킬로밍크스, 5x5x5는 기가밍크스, 6×6×6은 엘리트 킬로밍크스, 7x7x7은 테라밍크스라고 한다. 9×9×9는 페타밍크스, 11×11×11 은 제타밍크스, 13×13×13 은 익사밍크스, 15x15x15는 요타밍크스이다. 메가밍크스의 대량생산된 변종 중 가장 차수가 높은 것은 제타밍크스로, ShengShou가 2021년에 생산했다. 또 메가밍크스의 역대 변종 중 차수가 가장 높은 것은 광기의 밍크스로, Corenpuzzle이 3D 프린팅을 사용해 만들었다. 광기의 밍크스는 2022년 5월 공개되었다. 이는 21x21x21 루빅스 큐브와 유사하다.

## 역사
메가밍크스 또는 Magic Dodecahedron은 일부 사람들이 독자적으로 고안했고 일부 회사들이 약간 다른 디자인으로 생산했다. 우베 메페르트(Uwe Mèffert)는 특허권을 샀고 메가밍크스라는 별명으로 그의 가게에서 팔기 시작했다. 또한 Dr. Cristoph Bandelow가 고안하여 Hungarian Supernova라는 이름으로 알려졌다. 그의 버전이 처음으로 나왔을 때, 메페르트의 메가밍크스가 따라 나왔다. 두 퍼즐의 비율은 약간 다르다.

## 같이 보기
- 임파서볼
- 알렉산더의 별
- 피라밍크스 크리스탈
- 포켓 큐브
- 루빅스 큐브
- 리벤지 큐브
- 프로페서스 큐브
- V-Cube 6
- V-Cube 7
- V-Cube 8
- 피라밍크스
- 스큐브 다이아몬드
- 터트밍크스
- 도직